# Гастон II де Фуа-Кандаль

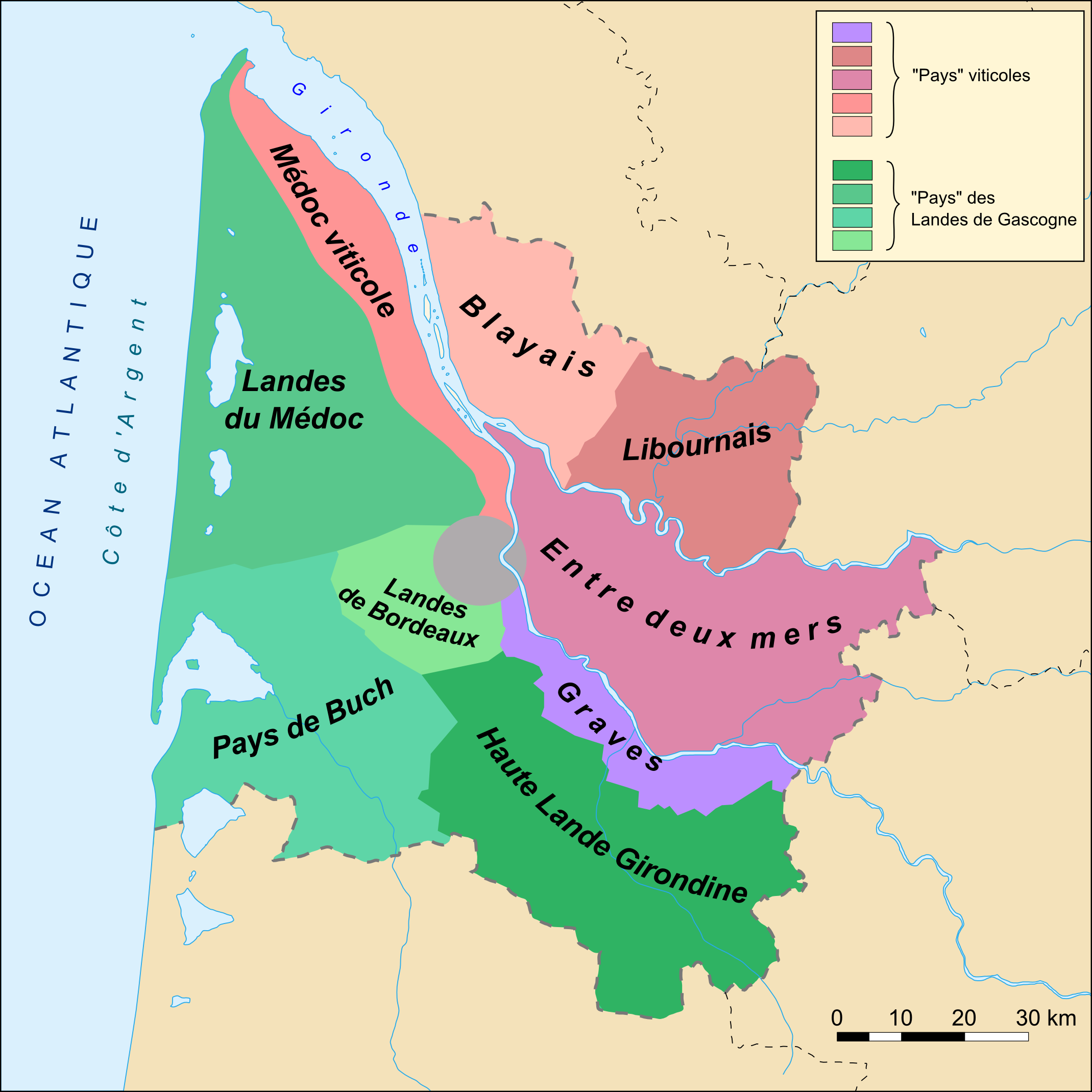
Карта Жиронды. Владения Гастона II де Фуа располагались в провинциях Pays de Buch (капталат Бюш) и Entre deux mers (графство Бенож)

Гастон II де Фуа (фр. Gaston de Foix; 1448 — 25 марта 1500) — с 1485 капталь де Бюш, граф Кандаль и граф де Бенож.
Происходил из младшей ветви графского дома Фуа, знатной семьи Юга Франции. Сын Жана де Фуа, графа Кандаля, и Маргариты де ла Поль.
Жан де Фуа был пожалован английским королём в кормление третьим по величине городом Камбрии, Кенделом, с титулом графа. Гастон II отъехал во Францию, где продолжил именовать себя графом Кенделом (на французский манер — де Кандалем).
Гастон стал также графом Беножа.
Женат первым браком на инфанте Екатерине де Фуа, младшей дочери Гастона IV де Фуа и Элеоноры Наваррской. У них было четверо детей:
- Гастон III де Фуа-Кандаль (ум. 1539), граф Кандаль.
- Жан де Фуа (ум. 1528), архиепископ Бордо.
- Пьер де Фуа, умер без потомства.
- Анна де Фуа, жена короля  Чехии и Венгрии Владислава II.

Также у него было 3 внебрачных ребёнка.